# Grb Zenice
Grb Grada Zenice, sastoji se od sedam elemenata.

## Rijeka Bosna
Uz lijevi i donji kraj grba rub prati srebrna (bijela) ili siva pruga. Predstavlja rijeku Bosnu i Kamberovića polje. Zenica je u središnjem dijelu toka rijeke Bosne najveći grad kroz koji rijeka protječe. Luk koji rijeka čini usred grada, u predjelu Kamberovića polje, izravno je predstavljen u donjem dijelu grba.

## Simboli

### Stara utvrda
Sjeverna vrata (kapija) - Vranduk su poznata po karakterističnoj riječnoj klisuri i staroj utvrdi na njenoj lijevoj obali.

### Kršćanstvo i srednjovjekovlje
Kulin Ban je zasigurno najpoznatiji vladar u Bosni uz čije ime se veže i razdoblje izuzetne povijesne važnosti Ovo je najslikovitije predstavljeno arheološkom iskopinom nedaleko Zenice - pločom Kulina Bana sa šest geometrijski raznovrsnih križeva. Jedan od tih karakterističnih križeva je prikazan u grbu grada.

### Osmansko razdoblje - islam
Ovaj povijesni period je prikazan direktno - polumjesecom. Stanovništvo grada Zenice i okruženja je danas dominantno bošnjačko te su islamska religija i kultura nezaobilazni elementi identiteta grada Zenice i današnjih dana.

### 20. stoljeće i ekonomija
Za simbol gospodarstva Zenice izabrano je rudarstvo, premda je Zenica poznatija po željezari. Izbor rudarstva je zbog toga što je rudarstvo prethodilo metalurgiji i industriji općenito, pa je zato izabran rudarski simbol - čekić i dlijeto. Također predstavlja jedno povijesno razdoblje, austro-ugarsko.

### Komunikacije
Uz rijeku idu i komunikacije a Zenica se, zbog svoje blizine ušću Lašve - Kaoniku, može smatrati i značajnim komunikacijskim čvorištem. Komunikaciju u grbu predstavljaju dvije linije koje sijeku rijeku, dodatno pojačavaju slikovitost Kamberovića polja a u desnom dijelu se spajaju s konturom rijeke što simbolički predstavlja južnu kapiju grada - Janjićku klisuru. To je dijagonalno nasuprot simbolu Vranduka što upravo odgovara geografskom obliku zeničke kotline.

## Boje u grbu
Dvije su boje žuta (CMYK: 0%, 5%, 100%, 0%) i zelena (CMYK: 19%, 0%, 72%, 19%). Žuta je u gornjoj polovici četvorinastog dijela grba. Predstavlja boju kamena čime dodatno pojačava simboliku Vrandučke utvrde i ploče bana Kulina. Zelena je u donjoj polovici čeetvorinastog dijela grba i u najdonjem polukružnom dijelu. Pristaje uz simbole u donjem dijelu grba: rudarstva, islama i Kamberovića polja. Ponekad i polumjesec može biti ispunjen žutom, dok gradski statut ima inačicu u zelenoj. U nekim se izvedbama smije prostor između dviju crta u okviru grba i obrisa rijeke Bosne ispuniti srebrnom bojom ili sivom 9%K.

## Vanjske poveznice
- Grb i zastava Grada Zenice  Arhivirana inačica izvorne stranice od 2. ožujka 2020. (Wayback Machine) (boš.)
- Grb i zastava Zenice u vektorskom formatu (.cdr)  Arhivirana inačica izvorne stranice od 26. travnja 2019. (Wayback Machine)
- Grb i zastava Zenice u vektorskom formatu (.ai)  Arhivirana inačica izvorne stranice od 2. ožujka 2020. (Wayback Machine)